# Corongo (provincie)
| Corongo                                                | Corongo                                 |
| ------------------------------------------------------ | --------------------------------------- |
| Harta localizării provinciei în cadrul regiunii Ancash |                                         |
| Informații generale                                    |                                         |
| Țară                                                   | Peru                                    |
| Regiune                                                | Ancash                                  |
| Primar                                                 | Manuel P. Mateo Barrionuevo (2011-2014) |
| - Capitală                                             | Corongo                                 |
| - Suprafață totală                                     | 988 km2                                 |
| - Districte                                            | 7                                       |
| Populație                                              |                                         |
| An recensământ                                         | 2007                                    |
| - Totală                                               | 8329                                    |
| - Densitate                                            | 8,43/km2                                |
| Fus orar                                               | UTC-5                                   |
| Sit web                                                | http://www.munihuaylas.gob.pe/          |
| UBIGEO                                                 | 0208                                    |
| Modifică text                                          |                                         |

Corongo este una dintre cele douăzeci de provincii din regiunea Ancash din Peru. Capitala este orașul Corongo. Se învecinează cu provinciile Pallasca, Sihuas, Huaylas și Santa.

## Diviziune teritorială
Provincia este divizată în 7 districte (spaniolă: distritos, singular: distrito):
- Corongo
- Aco
- Bambas
- Cusca
- La Pampa
- Yánac
- Yupán

## Grupuri etnice
Provincia este locuită de către urmași ai populațiilor quechua. Limba spaniolă este limba care a fost învățată de către majoritatea populației (procent de 90,35%) în copilărie, iar 9,44% dintre locuitori au vorbit pentru prima dată quechua.